# 遼寧師範大学

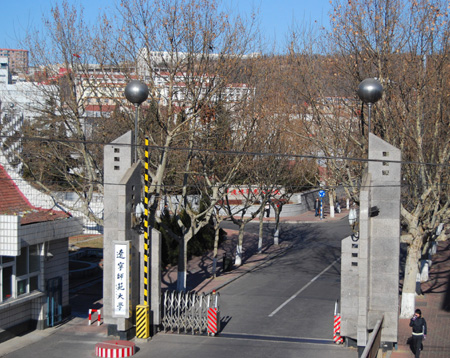
遼寧師範大学 北キャンパス入り口

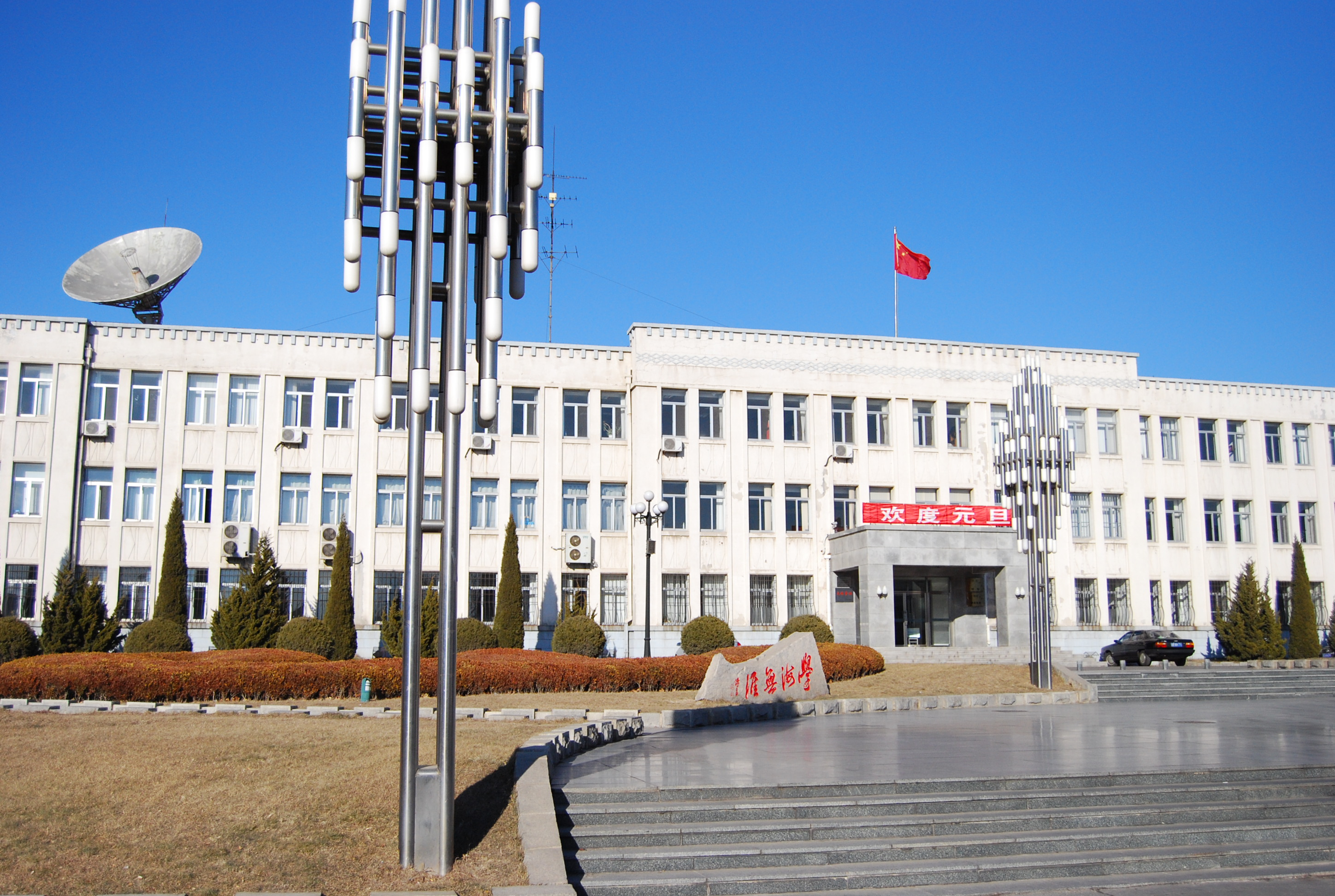
遼寧師範大学の本部

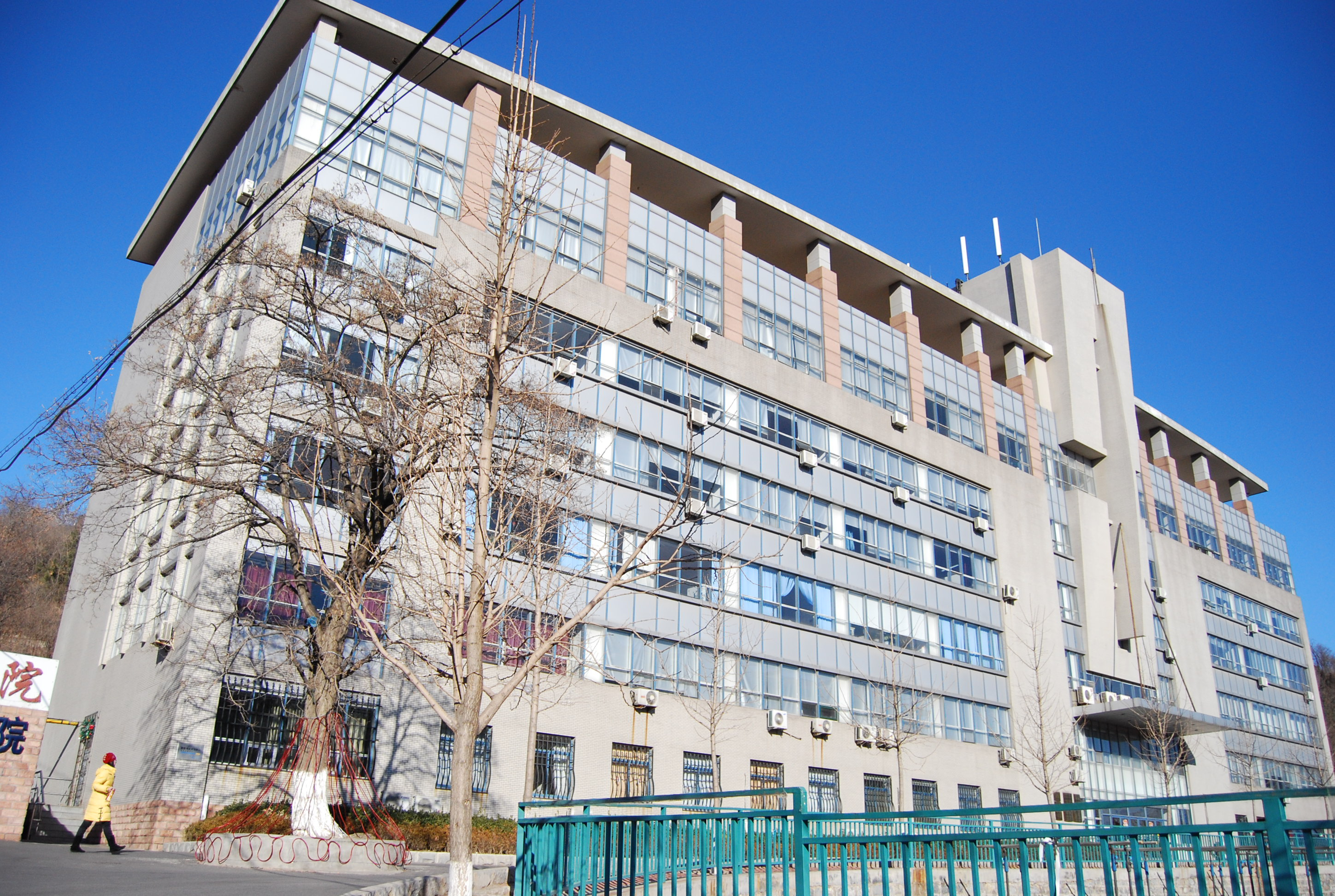
遼寧師範大学国際商学院

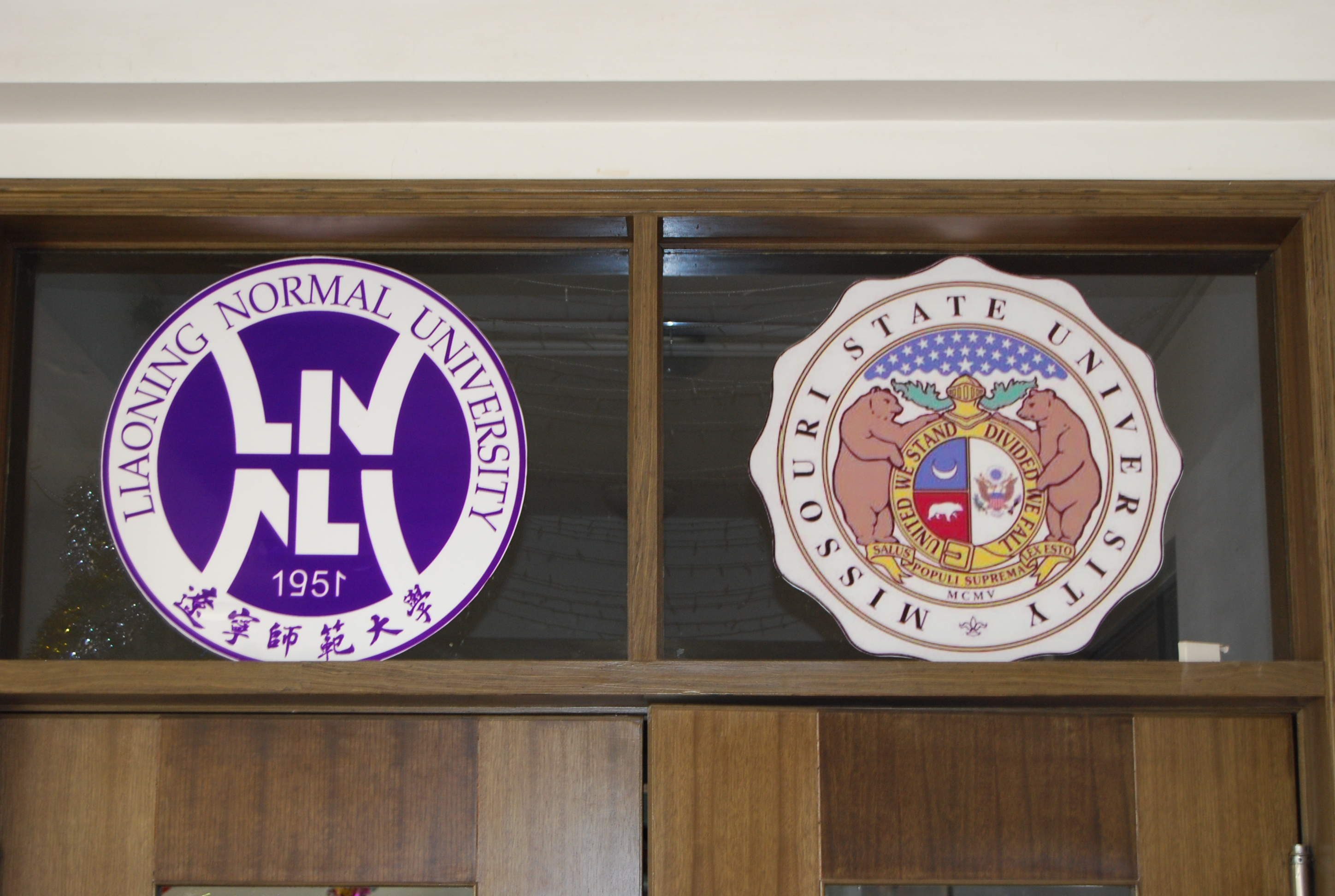
遼寧師範大学とミズーリ州立大学のロゴ

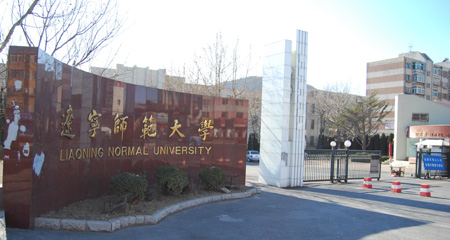
遼寧師範大学 南キャンパス入り口

遼寧師範大学（りょうねいしはんだいがく、拼音: liáoníng	shīfàn	dàxué、英語：Liaoning Normal University、中国語略称：遼師）は中国遼寧省大連市にある1951年8月に設立された小中高校の教師を養成するための大学。現校長は曲慶彪。

## 概要
- 1951年8月に旅大師範専科学校として、初等・中等教育の教師を育てるために創立。
- 1983年12月に遼寧師範大学と改名。
- キャンパスは北院（北キャンパス）と南院（南キャンパス）の2つがある。
- 国際文化交流学院が北院にあり、日本人、韓国人、その他アジア人、欧米人などの多くの留学生が中国語や中国の文化を学ぶ。

## 所在地
遼寧師範大学は大連市中心部から長江路、途中で黄河路で西へ行き、西南路を過ぎたところに黄河路キャンパスがあり、北院と南院とに分かれていて、黄河路を跨ぐ歩道橋（天橋）で結ばれている。また最近、西山キャンパスも開設された。

### 黄河路校区・北院
黄河路の北にある北キャンパスは、戦前に満州電業の宿舎があったところで、いまは大学本部（住所：大連市黄河路850号）、国際文化交流学院、留学生宿舎、ミズーリ州立大学大連分校、専家楼（海外からの教師の宿舎）、小運動場などがあり。また、専家楼の脇に与謝野晶子の「君死にたまふこと勿れ」の碑文がある。 

### 黄河路校区・南院
黄河路と南西路に面した南キャンパスは、戦前の大連工業学校の跡地で、   現在は外国語学部、化学化工学部、体育学部、大運動場などがある。

### 西山校区
黄河路をさらに西へ行って、西山ダムの南側にできた新しいキャンパスで、文学部や映画・芸術学部などが移動している。 

## 他大学の中国分校
アメリカ・ミズーリ州立大学の中国分校（中国語名：国際職業学院、後に国際商学院）が北院の小高い所にある。中国の学生だけでなく、アジア諸国（韓国、インドネシアなど）の学生も在籍している。